# Enric Trénor Montesinos
Enrique Trénor Montesinos Bucelli y Sacristán (València, 26 d'abril de 1861 - 6 de desembre de 1928) fou un aristòcrata i polític valencià, comte de Montornés (pel matrimoni amb María de la Caridad Despujol Rigalt) i de Vallesa de Mandor.

## Biografia
Estudià ciències a la Universitat de València i es doctorà a la Universitat de Madrid. Amplià estudis a Bèlgica i a la Gran Bretanya, i quan tornà es dedicà a aplicar el que havia après a la millora de les seves finques. Fou president de la Comissió Internacional d'Agricultura de París, representant espanyol a l'Institut Internacional d'Agricultura de Roma, membre de l'Acadèmia Nacional d'Agricultura de França.
Milità al Partit Conservador, però fou escollit com a independent pel districte de Xiva de Bunyol a les eleccions generals espanyoles de 1918 i 1919, on defensà corporativament els interessos dels grans propietaris agraris. Va promoure el sindicalisme corporatiu agrari a Xest, Benifaió i Paterna, el 1921 organitzà congressos internacionals de viticultura i recs. Fou nomenat vicepresident de l'Associació d'Agricultors d'Espanya i Miguel Primo de Rivera el va nomenar representant d'activitats de la vida nacional el 1927.